# Fokmaszt
Fokmaszt – pierwszy maszt od strony dziobu znajdujący się na większości jednostek pływających o napędzie żaglowym, posiadających co najmniej dwa maszty. Wyjątkiem są tylko jednostki dwumasztowe, posiadające pierwszy maszt wyższy od drugiego – w tym wypadku pierwszy maszt nazywany jest grotmasztem (a drugi bezanmasztem).